# Jonathan Araúz
Jonathan Aldair Araúz ( ah-rah-OOZ ;  nacido el 3 de agosto de 1998) es un campocorto y segunda base de béisbol profesional panameño de la organización Los Angeles Dodgers. Anteriormente jugó en las Grandes Ligas de Béisbol para los Medias Rojas de Boston, los Orioles de Baltimore y los Mets de Nueva York. lanza con la mano derecha y es bateador ambidiestro.

## Carrera

### Philadelphia Phillies
Araúz firmó con los Filis de Filadelfia como agente libre internacional el 7 de agosto de 2014. Jugó para los Filis de la GCL en 2015, bateando .254/.309/.370/.679 con 2 jonrones y 18 carreras impulsadas.

### Astros de Houston
El 12 de diciembre de 2015, los Filis canjearon a Araúz y Ken Giles a los Astros de Houston a cambio de Brett Oberholtzer, Harold Araúz, Mark Appel, Tom Eshelman y Vince Velásquez.Araúz jugó para los Astros de Greeneville en 2016, bateando .249/.323/.338/.661 con 2 jonrones y 18 carreras impulsadas. Araúz fue suspendido por 50 partidos al inicio de la temporada 2017, tras dar positivo por metanfetamina. Dividió la temporada 2017 entre los Tri City ValleyCats y los Quad Cities River Bandits, bateando un promedio combinado de .242/.336/.319/.655 con 1 jonrón y 15 carreras impulsadas. Dividió la temporada 2018 entre Ouad Cities y los Buies Creek Astros, bateando un promedio combinado de .229/.305/.373/.678 con 8 jonrones y 47 carreras impulsadas.  Araúz dividió la temporada 2019 entre los Fayetteville Woodpeckers y los Corpus Christi Hooks, combinándose para batear .249/.319/.388/.707 con 11 jonrones y 55 carreras impulsadas.

### Boston Red Sox
El 12 de diciembre de 2019, Araúz fue seleccionado por los Boston Red Sox en el draft de la Regla 5 de 2019. El 24 de julio de 2020, hizo su debut en la MLB con los Medias Rojas en el primer juego del equipo de la temporada 2020, bateando como bateador emergente contra los Orioles de Baltimore. Hizo su primera apertura en la MLB el 30 de julio, contra los Mets de Nueva York, y consiguió su primer hit en la MLB el 10 de agosto, contra los Rays de Tampa Bay. En general con los Medias Rojas de 2020, Araúz bateó .250 con un jonrón y nueve carreras impulsadas en 25 juegos. Luego de la temporada 2020, jugó para Panamá en la Serie del Caribe 2021, bateando .269 en seis juegos.Araúz inició la temporada 2021 en Triple-A, con los Worcester Red Sox. Fue llamado a Boston durante mayo, julio, y agosto. El 10 de septiembre, Araúz fue incluido en la lista de lesionados relacionados con COVID. Fue activado el 23 de septiembre y transferido a Worcester. Araúz jugó en un total de 28 juegos para Boston, bateando .185 (12 de 65) con tres jonrones y ocho carreras impulsadas. También apareció en 68 juegos para Worcester, bateando .245 con seis jonrones y 30 carreras impulsadas.Araúz entró en el roster del Día Inaugural de Boston en 2022, capturando uno de los últimos lugares de reserva. Fue incluido en la lista relacionada con COVID el 19 de abril  El 12 de mayo, fue eliminado de la lista relacionada con COVID y trasladado a Worcester. Araúz fue llamado por Boston el 8 de junio, cuando Kiké Hernández fue colocado en la lista de lesionados. Luego, Araúz fue designado para asignación por Boston el 10 de junio  En seis juegos para Boston, no logró hits en 10 turnos al bate. También jugó en 24 juegos para Triple-A Worcester, bateando .185 con tres carreras impulsadas y sin jonrones.

### Baltimore Orioles
El 15 de junio de 2022, Araúz fue reclamado sin exenciones por los Orioles de Baltimore. Luego fue asignado a Triple-A Norfolk Tides. Fue designado para asignación el 6 de septiembre y luego asignado a Triple-A Norfolk tres días después.  En nueve juegos con los Orioles, bateó .179 (5 de 28) con un jonrón y cuatro carreras impulsadas. También jugó en 11 juegos para Triple-A Norfolk, bateando .250 (10 de 40) y tres juegos de rehabilitación en High-A, bateando .100 (1 de 10).

### New York Mets
El 7 de diciembre de 2022, los Mets de Nueva York seleccionaron a Araúz en la fase de ligas menores del draft de la Regla 5. En 95 juegos para los Mets de Syracuse Triple-A, bateó .244/.344/.429 con 14 jonrones y 49 carreras impulsadas, la mayor cantidad de su carrera. El 2 de agosto de 2023, los Mets seleccionaron el contrato de Araúz y lo agregaron a su lista de Grandes Ligas. En 27 juegos para Nueva York, bateó .136/.203/.288 y empató los máximos de su carrera en jonrones (3) y carreras impulsadas (9). Después de la temporada el 20 de octubre, Araúz fue retirado de la lista de 40 hombres y enviado directamente a Triple-A Syracuse, pero rechazó la asignación y eligió la agencia libre el 24 de octubre.

### Los Angeles Dodgers
El 15 de diciembre de 2023, Araúz firmó un contrato de ligas menores con Los Angeles Dodgers.

## Selección nacional
Araúz fue seleccionado para representar a Panamá en la clasificación al Clásico Mundial de Béisbol 2023.